# Абрамовщина (река)
Абра́мовщина (бел. Абра́маўшчына) — река в Щучинском и Мостовском районах Гродненской области Белоруссии, левый приток Ельни (бассейн Немана).
Длина реки — 9 км. Начинается в 4 км к западу от посёлка Рожанка Щучинского района, впадает в Ельню в 2 км к юго-востоку от деревни Голынка. На протяжении 4,5 км канализирована (от деревни Микелевщина до устья). На реке возле деревни Микелевщина сажалка.